# Raúl Alberto Lozano
Raúl Alberto Lozano (San Francisco Solano, Buenos Aires; 2 de septiembre de 1997) es un futbolista argentino. Juega de defensor en Platense, de la Primera División de Argentina, a préstamo de Quilmes.

## Carrera

### Inferiores
Lozano llegó a Quilmes en 2011 cuando, por sus propios medios se presentó en el club que realizaba una prueba. Él tenía 13 años y comenzó a entrenarse con la Octava División. Leonardo Lemos fue el técnico que más lo marcó, que lo descubrió en su etapa formativa: Raúl surgió como volante por derecha aunque también jugó como volante central pero Lemos, en Séptima División lo ubicó como lateral por derecha.
Con edad de Quinta División y bajo las órdenes de Jorge Gáspari empezó a entrenar con la Reserva que era dirigida por Omar “Indio” Gómez. Además formó parte de la preselección Sub-20: Lemos fue el encargado de comunicarle que Humberto Grondona lo solicitaba para que comience a entrenar, aunque una lesión lo dejó fuera de la convocatoria.

### Quilmes
En el 2017, Cristian Díaz hizo formal su debut oficial con la Blanquita a sus 19 años por Copa Argentina frente a Gimnasia y Esgrima de Mendoza.
Ya en la Primera B Nacional tuvo una participación mucho más clara, siendo titular en sus últimas dos temporadas con el club en la segunda categoría.

## Estadísticas
- Actualizado hasta el 16 de agosto de 2025.

| Quilmes Argentina | 1.ª                 | 2016-17             | 0  | 0 | 1  | 0 | - | -  | 1   | 0 | 0    |
| Quilmes Argentina | 2.ª                 | 2017-18             | 0  | 0 | -  | - | - | -  | 0   | 0 | 0    |
| Quilmes Argentina | 2.ª                 | 2018-19             | 22 | 0 | -  | - | - | -  | 22  | 0 | 0    |
| Quilmes Argentina | 2.ª                 | 2019-20             | 19 | 0 | -  | - | - | -  | 19  | 0 | 0    |
| Quilmes Argentina | 2.ª                 | 2023                | 6  | 0 | -  | - | - | -  | 6   | 0 | 0    |
| Total club | Total club          | 47                  | 0  | 1 | 0  | - | - | 48 | 0   | 0 |      |
| Huracán Argentina | 1.ª                 | 2020                | -  | - | 11 | 0 | - | -  | 11  | 0 | 0    |
| Huracán Argentina | 1.ª                 | 2021                | 10 | 0 | 11 | 0 | - | -  | 21  | 0 | 0    |
| Huracán Argentina | Total club          | Total club          | 10 | 0 | 22 | 0 | - | -  | 32  | 0 | 0    |
| Patronato Argentina | 1.ª                 | 2022                | 25 | 1 | 17 | 0 | - | -  | 42  | 1 | 0.02 |
| Patronato Argentina | Total club          | Total club          | 25 | 1 | 17 | 0 | - | -  | 42  | 1 | 0.02 |
| Platense Argentina | 1.ª                 | 2023                | 5  | 0 | 12 | 0 | - | -  | 17  | 0 | 0    |
| Platense Argentina | 1.ª                 | 2024                | 0  | 0 | 4  | 0 | - | -  | 4   | 0 | 0    |
| Platense Argentina | 1.ª                 | 2025                | 4  | 0 | 1  | 0 | - | -  | 5   | 0 | 0    |
| Platense Argentina | Total club          | Total club          | 9  | 0 | 17 | 0 | - | -  | 26  | 0 | 0    |
| Total en su carrera | Total en su carrera | Total en su carrera | 91 | 1 | 57 | 0 | - | -  | 148 | 1 | 0.01 |
| (1) Las copas nacionales se refiere a la Copa Argentina y a la Copa de la Liga Profesional. (2) Las copas internacionales se refiere a la Copa Libertadores y a la Copa Sudamericana. (3) Media de goles por encuentro. No incluye goles en partidos amistosos. |                     |                     |    |   |    |   |   |    |     |   |      |

## Palmarés

### Torneos nacionales
| Título           | Club            | País      | Año    |
| ---------------- | --------------- | --------- | ------ |
| Copa Argentina   | C. A. Patronato | Argentina | 2022   |
| Primera División | C. A. Platense  | Argentina | A-2025 |